# Джерело (пам'ятка природи, Роменський район, Нова Гребля)
Гідрологічна пам'ятка природи «Джерело» — утрачений об'єкт природно-заповідного фонду, що був оголошений рішенням Сумського Облвиконкому № 704 від 31.12.1980 року та від 13.10.1994 року на землях Новогребельської сільської ради (за 100 м на південь від с. Нова Гребля). Адміністративне розташування — Роменський район, Сумська область.

## Характеристика
Площа — 0,02 га.

## Скасування
Рішенням Сумської обласної ради від 30.08.2005 року «Про зміни в мережі об'єктів природно-заповідного фонду області» об'єкт було скасовано. Причина скасування — зміна гідрологічного режиму природним чином призвела до зникнення джерела.
Скасування статусу відбулось по причині зміни гідрологічного режиму природним чином призвела до зникнення джерела.
Вся інформація про створення об'єкту взята із текстів зазначених у статті рішень обласної ради, що надані Державним управлянням екології та природних ресурсів Сумської області Всеукраїнській громадській організації «Національний екологічний центр України» ..